# Okroug municipal
Un okroug municipal ou district municipal (en russe : муниципальный округ)  est une division municipale présente dans certains sujets russes et certaines villes d'importance fédérale en Russie.
| Municipalités de Russie au 01.01.2021 | Municipalités de Russie au 01.01.2021 | Municipalités de Russie au 01.01.2021                          | Niveau (selon OKTMO (ru)) | Niveau (selon OKTMO (ru)) | Total  |
| ------------------------------------- | ------------------------------------- | -------------------------------------------------------------- | ------------------------- | ------------------------- | ------ |
| Type de municipalité                  | Type de municipalité                  | Type de municipalité                                           | I                         | II                        | Total  |
| Raïons municipaux                     | Raïons municipaux                     | Raïons municipaux                                              | 1606                      | -                         | 1606   |
| Okrougs municipaux                    | Okrougs municipaux                    | Okrougs municipaux                                             | 100                       | -                         | 100    |
| Okrougs urbains                       | 633                                   | sans division intra-okroug                                     | 630                       | -                         | 633    |
| Okrougs urbains                       | 633                                   | avec division intra-okroug (ru)                                | 3                         | -                         | 3      |
| Municipalité intra-urbaine (ru)       | 286                                   | territoire intra-urbain d'une ville d'importance fédérale (ru) | 267                       | -                         | 267    |
| Municipalité intra-urbaine (ru)       | 286                                   | avec raïons intra-urbains (ru)                                 | -                         | 19                        | 19     |
| Établissement rural                   | Établissement rural                   | Établissement rural                                            | -                         | 16 332                    | 16 332 |
| Établissement urbain (ru)             | Établissement urbain (ru)             | Établissement urbain (ru)                                      | -                         | 1346                      | 1346   |
| Total                                 | Total                                 | Total                                                          | 2606                      | 17 697                    | 20 303 |

## Saint-Pétersbourg
Il s'agit de l'une des sortes de divisions administratives de Saint-Pétersbourg. Elle en compte 81 depuis 2008. Ils peuvent être considérés comme des arrondissements similaires aux arrondissements de Paris.